# Semprònia (germana dels Gracs)
Semprònia (en llatí: Sempronia) va ser una dama romana. Formava part de la gens Semprònia. Era filla de Tiberi Semproni Grac i de Cornèlia Escipió, i germana dels famosos tribuns Tiberi i Gai Semproni Grac.
Es va casar amb Publi Corneli Escipió Emilià Africà Menor, qui mai la va apreciar gaire a causa del fet que era estèril i no gaire maca. A la sobtada mort del seu marit, tant ella com la seva mare Cornèlia van ser sospitoses d'haver-lo assassinat per la seva oposició als Gracs, però no es va investigar la causa de la seva mort, i això afavoria l'opinió popular que la mort no va ser natural ni s'havia suïcidat. De totes maneres no hi havia proves evidents contra elles. Si Escipió va ser assassinat, el més probable és que ho fes Papiri Carbó.